# Bureau voor de Liturgische Vieringen van de Paus
Het Bureau voor de Liturgische Vieringen van de Paus (Latijn: Officium de Liturgicis Celebrationibus Summi Pontificis, Italiaans: Ufficio delle Celebrazioni Liturgiche del Sommo Pontefice) is een instelling van de Romeinse Curie. Het Bureau werd in zijn huidige vorm - met de apostolische constitutie Pastor Bonus in 1988 - opgericht door paus Johannes Paulus II. Aan het pauselijk hof was ook daarvoor al een pauselijk ceremoniemeesterschap verbonden.
Het Bureau is belast met het organiseren en vormgeven van alle liturgische vieringen waar de paus zelf aan deelneemt, of welke in zijn naam worden georganiseerd. Sinds 1991 is het Bureau ook verantwoordelijk voor de (niet-publieke) vieringen binnen het Apostolisch Paleis. Het Bureau is ook belast met de organisatie van consistories en verleent bijstand aan nieuwbenoemde kardinalen bij het in bezit nemen van hun titelkerken.

## Pauselijke ceremoniemeesters vanaf 1947
| Periode    | Naam                   | Bijzonderheden         |
| ---------- | ---------------------- | ---------------------- |
| 1947–1967  | Enrico Dante           |                        |
| 1968–1970  | Annibale Bugnini       |                        |
| 1970–1982  | Virgilio Noè           |                        |
| 1982–1987  | John Magee             |                        |
| 1987-2007  | Piero Marini           |                        |
| 2007-2021  | Guido Marini           | [ 1 ]                  |
| 2021-heden | Diego Giovanni Ravelli | [ noot 1 ] [ 2 ] [ 3 ] |